# Umm Salal Muhammad
Umm Salal Muhammad é uma cidade do Qatar, capital do município de Umm Salal.

## Geografia
A cidade faz fronteira com Umm Salal Ali ao norte e Al Kharaitiyat ao sul. A capital do Catar, Doha, é relativamente próxima, localizada 21 km ao sul. Outras distâncias incluem Al Khor - 23 km ao norte, Al Wakrah - 22,4 km ao sul, Zubarah - 52 km ao noroeste e Dukhan- 65,2 km ao oeste.

## História
Umm Salal Mohammed foi fundada inicialmente por volta de 1910 por seu homônimo, Sheikh Mohammed bin Jassim Al Thani. Ele projetou e supervisionou a construção da cidade depois que decidiu reformar as Barzan Towers para servir como sua residência de inverno, bem como um posto avançado para explorar as tropas otomanas que chegavam.